# ドゥ・ジュアン
ドゥ・ジュアン （Du Juan, 中国語:杜鵑, 1982年9月15日 - ）は、中国上海市出身の女性ファッションモデル、女優。
チャイナ・ファッション・アワードでのモデル・オブ・ザ・イヤー受賞やミス・チャイナに選ばれるなど、中国のトップモデルとして活躍している。ハイ・パクや冨永愛といったクールな印象が強いアジア系モデルの中で、可愛らしい印象の顔立ちが特徴。ニックネームは「杜鵑」。

## 来歴
プロバレリーナを目指して、幼い頃からバレエを学ぶが、背が高すぎてパートナーが見つからず、モデルに転向。
モデル転身後は、チャイナ・ファッション・アワードでモデル・オブ・ザ・イヤーを受賞したり、2003年にミス・チャイナに選ばれている。2006年春夏コレクションでランウェイ・デビュー。ヴァレンティノ、ジャン・ポール・ゴルチエのショーに登場。2006年秋冬シーズンに、ルイ・ヴィトン、GAP、ロベルト・カヴァッリ、イヴ・サンローランのキャンペーン・モデルとなった。ドゥは2005年にジェマ・ウォードと並んでヴォーグ・フランス誌の表紙を飾った。ヴォーグ・チャイナ誌創刊号の表紙モデルとなった。

## 出演

### 映画
- アメリカン・ドリーム・イン・チャイナ（2013年）　2013東京／沖縄・中国映画週間で上映
- レイダース 欧州攻略（2018年）
- 影 〜ロスト・イン・ラブ〜（2019年）　2019東京・中国映画週間で上映